# Marcello Mastroianni
Pour les articles homonymes, voir Mastroianni.
Marcello Mastroianni [marˈt͡ʃɛlːo mastroˈjanːi], né le 28 septembre 1924 à Fontana Liri (Latium) et mort le 19 décembre 1996 à Paris 6e (Île-de-France), est un acteur italien.
Il est l'un des plus grands acteurs italiens de l'histoire du cinéma ainsi que l'un des plus connus et les plus appréciés à l'étranger à partir des années 1960, notamment pour ses rôles dans sept des films de Federico Fellini dont La dolce vita (1960) et Huit et demi (1963) ainsi que pour les douze films dans lesquels il a partagé la vedette avec Sophia Loren. Capable de jongler parfaitement entre les rôles dramatiques et comiques, il est généralement associé aux grands noms de la comédie à l'italienne que sont Alberto Sordi, Ugo Tognazzi, Vittorio Gassman et Nino Manfredi.
Contrairement à ses collègues italiens, Mastroianni a également joué dans plusieurs films français, dont le plus connu est La Grande Bouffe (1973) avec Philippe Noiret et son ami Michel Piccoli. Dans ces années-là, il a également entretenu une liaison avec Catherine Deneuve, ce qui a considérablement accru sa notoriété en France.
Il a été nommé trois fois pour l'Oscar du meilleur acteur, pour Divorce à l'italienne (1961), pour Une journée particulière (1977) et pour Les Yeux noirs (1987). Il a remporté de nombreux prix majeurs : deux Golden Globes, deux BAFTA, huit David di Donatello, huit Rubans d'argent, cinq Globi d'oro et un Ciak d'oro. Avec Jack Lemmon et Dean Stockwell, il est l'un des trois acteurs à avoir remporté à deux reprises le Prix d'interprétation masculine au festival de Cannes, en 1970 pour Drame de la jalousie et en 1987 pour Les Yeux noirs de Nikita Mikhalkov. Il a remporté deux fois la Coppa Volpi à la Mostra de Venise pour Quelle heure est-il d'Ettore Scola et Un, deux, trois, soleil de Bertrand Blier. En 1990, il a reçu le Lion d'or pour l'ensemble de sa carrière et en 1993, un César d'honneur.

## Biographie

### Jeunesse et formation
Marcello Mastroianni, de son nom complet Marcello Vincenzo Domenico Mastroianni, naît à Fontana Liri, un village de montagne à mi-chemin entre Rome et Naples dans l'ancienne province de Terre de Labour qui a été intégrée en 1927 à la nouvelle province de Frosinone. Sa date de naissance est le 26 septembre 1924, mais il a été inscrit à l'état civil comme étant né le 28. Il est le fils d'Ottorino Mastrojanni, menuisier et demi-frère du sculpteur Umberto Mastroianni,,, et d'Ida Irolle, tous deux originaires de la ville voisine d'Arpino. Peu après sa naissance, la famille déménage d'abord à Turin, où naît son frère Ruggero en 1929, puis définitivement à Rome en 1933. Il réside alors dans le quartier San Giovanni, où il fréquente l'école de Via Taranto. Très jeune, il parvient à travailler comme figurant dans Marionette (1939) de Carmine Gallone, dans La Couronne de fer (1941) d'Alessandro Blasetti, dans L'Ombre du passé (1942) de Mario Camerini et dans Les enfants nous regardent (1944) de Vittorio De Sica.
En 1943, il décroche un diplôme de géomètre du bâtiment à l'institut technique industriel public Galileo Galilei (it). Après avoir obtenu son diplôme, il travaille comme dessinateur technique, d'abord pour la municipalité de Rome, puis pour celle de Florence, à l'Istituto Geografico Militare, qui est absorbé par l'Organisation Todt après l'armistice de Cassibile. À la suite de cette fusion, Mastroianni s'installe à Dobbiaco (dans la province de Bolzano), d'où il s'enfuit avec son collègue et ami Remo Brindisi pour éviter une mutation en Allemagne. Ce métier manuel ne le lui déplaisait pas.
Une fois la guerre terminée, il s'inscrit dès 1945 au Centro universitario teatrale et tente à nouveau une carrière cinématographique. C'est à cette époque qu'il partage ses aspirations d'acteur avec une jeune femme encore inconnue, Silvana Mangano, avec laquelle il suit un cours de théâtre. Ils entament alors une brève liaison.

### Les débuts
C'est aussi là qu'il fait la connaissance de Luchino Visconti, ce dernier lui donnant un rôle au Teatro Eliseo à Rome, d'abord dans Comme il vous plaira de Shakespeare le 26 novembre 1948 puis dans Un tramway nommé Désir de Tennessee Williams le 23 janvier 1949, dans lequel il joue le rôle de Mitch (Kowalsky est interprété par Vittorio Gassman). Lors de ses prestations théâtrales, Mastroianni a l'occasion de jouer avec Giulietta Masina et, ainsi, de lier connaissance avec son mari, Federico Fellini. Cette rencontre aura une influence considérable sur sa carrière.
Ses véritables débuts au cinéma ont lieu en 1948 avec Les Misérables, également connu sous le titre L'Évadé du bagne, un film de Riccardo Freda adapté du roman éponyme de Victor Hugo où il joue un révolutionnaire.

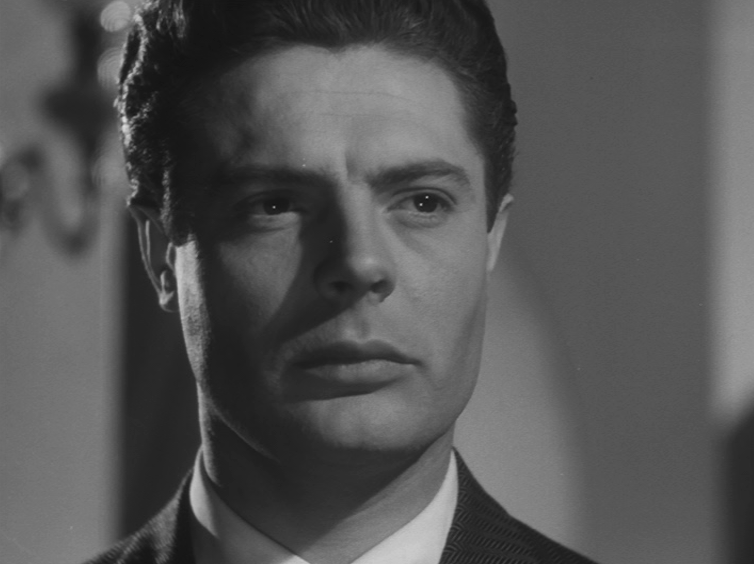
Marcello Mastroianni dans le film Dans les coulisses (1950).

Après avoir joué plusieurs rôles en tant que jeune acteur dans des comédies néoréalistes (Dimanche d'août, Paris est toujours Paris, Les Fiancés de Rome) sous la direction de Luciano Emmer, il débute dans ses premiers rôles dramatiques avec L'Inconnue des cinq cités (1951) de multiples réalisateurs, Lulù (1953) de Fernando Cerchio, La Fièvre de vivre (1953) de Claudio Gora et La Chronique des pauvres amants (1954) de Carlo Lizzani. Il a un rôle de premier plan dans Jours d'amour, réalisé en 1954 par Giuseppe De Santis et Leopoldo Savona, pour lequel il obtient son premier Ruban d'argent.
Après cette première reconnaissance, c'est encore Luchino Visconti, son mentor de théâtre, qui lui ouvre les portes de la renommée, avec le rôle principal de Mario dans Nuits blanches (1957), d'après la nouvelle éponyme de Fiodor Dostoïevski. Mais ce sera sur le tournage de la comédie enlevée Dommage que tu sois une canaille (1955) d'Alessandro Blasetti qu'il rencontre Sophia Loren pour la première fois.

### Consécration internationale

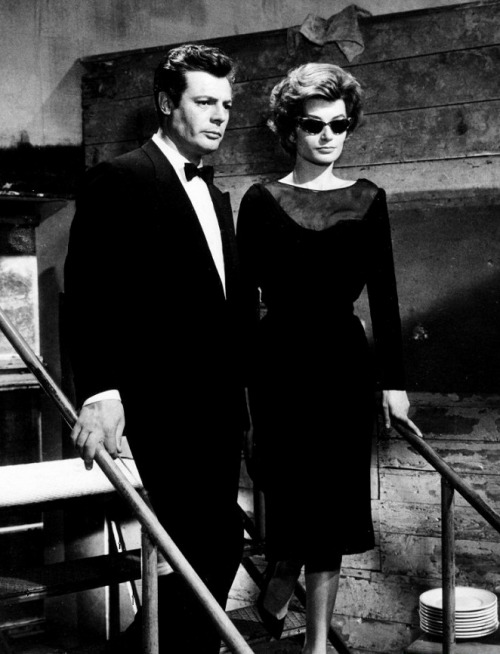
Avec Anouk Aimée dans La dolce vita (1960).

La consécration définitive a lieu en 1958 avec Le Pigeon de Mario Monicelli, sur l'histoire d'une bande de malfrats minables qui tentent un vol rocambolesque. Le succès du film lancera sa carrière ainsi que celles de deux autres jeunes acteurs, Vittorio Gassman et Claudia Cardinale. Le film Adua et ses compagnes (1960) d'Antonio Pietrangeli est aussi un marqueur de ces années-là, dans lequel Mastroianni loue un restaurant à quatre anciennes prostituées, dont Simone Signoret.
Les deux chefs-d'œuvre de Federico Fellini : La dolce vita (1960) et Huit et demi (1963) lui donneront un succès international. Dans le premier, son personnage qui renonce à la littérature pour devenir chroniqueur mondain accompagne un film sur « l’Italie du boom économique, l’ère des images médiatiques et de la publicité, le triomphe de la société du spectacle et de la consommation qui est aussi une nouvelle ère de décadence ».

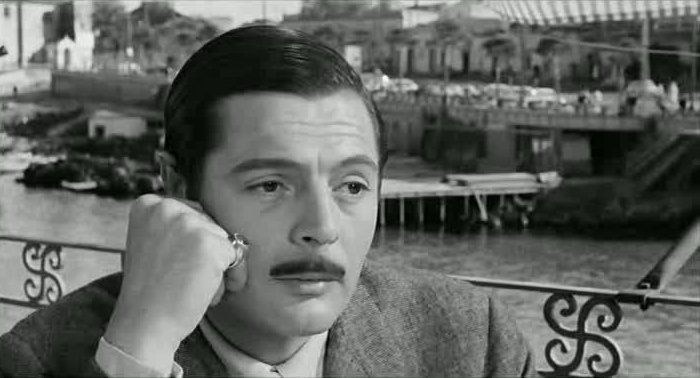
Marcello Mastroiani dans Divorce à l'italienne (1961).

Dans Huit et demi, il est un cinéaste dépressif fuyant le monde du cinéma et se réfugiant dans un univers peuplé de souvenirs et de fantasmes. Ces deux films asseoiront cependant sa renommée de « latin lover », dont il tentera, plus ou moins vainement, de se départir ; c'est la raison pour laquelle, immédiatement après le succès de La dolce vita, il tente d'éreinter son statut de sex-symbol en interprétant un homme impuissant dans Le Bel Antonio (1961), adapté du roman du même nom de Vitaliano Brancati. Selon Claudia Cardinale, ce dernier rôle lui a posé des problèmes : « Figurez-vous qu’il ne pouvait plus sortir de l’hôtel, à Catane, car les hommes étaient prêts à en venir aux mains avec lui sous le prétexte qu’un Sicilien impuissant, ça n’existe pas ». Outre Huit et demi, Mastroianni participera à d'autres films « de la politique des auteurs » (politica degli autori) tels que La Nuit (1961) de Michelangelo Antonioni ou L'Étranger (1967) de Luchino Visconti d'après le roman homonyme d'Albert Camus.
En 1961 sort Divorce à l'italienne, une comédie noire sur les crimes d'honneur, dans laquelle Stefania Sandrelli partage l'affiche avec Mastroianni. Le film, présenté au Festival de Cannes 1962, remporte le prix de la meilleure comédie et, en 1963, l'Oscar du meilleur scénario original. C'est un succès international qui consolide la notoriété de Mastroianni, qui remporte le Ruban d'argent du meilleur acteur, le BAFTA du meilleur acteur étranger, le Golden Globe du meilleur acteur dans un film musical ou une comédie et enfin une nomination à l'Oscar du meilleur acteur pour son interprétation du Baron Cefalù. En 1962, l'hebdomadaire américain Time lui consacre un dossier et l'intronise « vedette étrangère la plus admirée » aux États-Unis.
Dans Les Camarades (1963), de Mario Monicelli, il joue le rôle d'un intellectuel socialiste qui encourage les ouvriers à faire grève, tandis que, sous la direction de Vittorio De Sica, il retrouve Sophia Loren comme partenaire féminine dans Hier, aujourd'hui et demain (1963), Mariage à l'italienne (1964) et dans le film soviéto-italien Les Fleurs du soleil (1970) : les deux acteurs forment à l'écran l'un des couples les plus mémorables du cinéma italien en jouant ensemble dans douze films, sur une période qui couvre quarante années.
En 1966, il fait également ses débuts dans la comédie musicale, jouant le rôle de Rodolfo Valentino dans Ciao Rudy (it) de Garinei et Giovannini pendant environ trois mois, chantant et dansant tous les soirs et essayant de se défaire d'une autre légende qui lui colle à la peau, celle de l'éternel paresseux. La critique n'est pas tendre avec lui et, bien que les représentations soient constamment pleines à craquer, Mastroianni abandonne la scène en s'acquittant d'une pénalité de 100 millions de lires pour tourner Le Voyage de G. Mastorna, un projet de Federico Fellini qui ne verra jamais le jour. Pour se refaire financièrement, Mastroianni accepte ensuite le film d'espionnage Opération Opium (1966) de Terence Young.
En 1968, il tourne Le Temps des amants sous la direction de Vittorio De Sica. La protagoniste féminine est Faye Dunaway, avec laquelle il aura une brève mais très médiatisée histoire d'amour. Dans la même période, il tourne quelques films en anglais, montrant une remarquable capacité de diction également dans cette langue. En 1971, il travaille avec Marco Ferreri dans Liza où il est face à Catherine Deneuve. C'est le début d'une très longue relation, durant laquelle naîtra Chiara. L'année suivante, il emménage à Paris et joue dans plusieurs films français, dont trois autres avec Deneuve : Ça n'arrive qu'aux autres (1971) de Nadine Trintignant, L'Événement le plus important depuis que l'homme a marché sur la Lune (1973) de Jacques Demy et Touche pas à la femme blanche ! (1974), le western parodique de Marco Ferreri tourné dans le trou des Halles en plein Paris. Il partage également l'affiche avec Françoise Fabian dans Salut l'artiste (1973) d'Yves Robert, mais c'est surtout La Grande Bouffe de Ferreri avec Philippe Noiret et Michel Piccoli qui aura une sortie très commentée et controversée. Se posant comme une critique de la société de consommation sous couvert de comédie déjantée, il fait scandale au festival de Cannes 1973, d'autant plus qu'il dénonce indirectement le faste et l'abondance portés à leur comble lors du rendez-vous cannois,.
De retour en Italie, il reprend ses rôles dans des comédies légères (Culastrisce nobile veneziano de Flavio Mogherini, La Pépée du gangster de Giorgio Capitani), des films d'auteur (Todo modo de Francesco Rosi avec Ciccio Ingrassia et Gian Maria Volonté, Une journée particulière d'Ettore Scola où il retrouve Sophia Loren), des mélodrames historiques (Correva l'anno di grazia 1870, La Maîtresse légitime, Vertiges), des films satiriques (Rêve de singe de Ferreri avec Gérard Depardieu, D'amour et de sang de Lina Wertmüller). En 1978, il fait ses débuts dans un feuilleton télévisé : Le mani sporche, qu'Elio Petri a adapté de la pièce Les Mains sales de Sartre. Avant cela, Mastroianni n'avait jamais travaillé à la télévision, à l'exception de quelques apparitions célèbres dans Studio Uno aux côtés de la chanteuse Mina et de l'actrice Sandra Milo.
En 1980, il est rappelé par Federico Fellini qui, dix-huit ans après Huit et demi, souhaite le retrouver dans le rôle principal de La Cité des femmes. Il travaille à nouveau avec lui en 1985 dans Ginger et Fred, aux côtés de Giulietta Masina, et en 1987 dans Intervista. En juin 1984, il participe à la garde d'honneur des funérailles du secrétaire du Parti communiste italien Enrico Berlinguer, aux côtés d'autres représentants du cinéma italien tels que Federico Fellini et Monica Vitti, ce qui sera documenté dans le film collectif L'addio a Enrico Berlinguer.

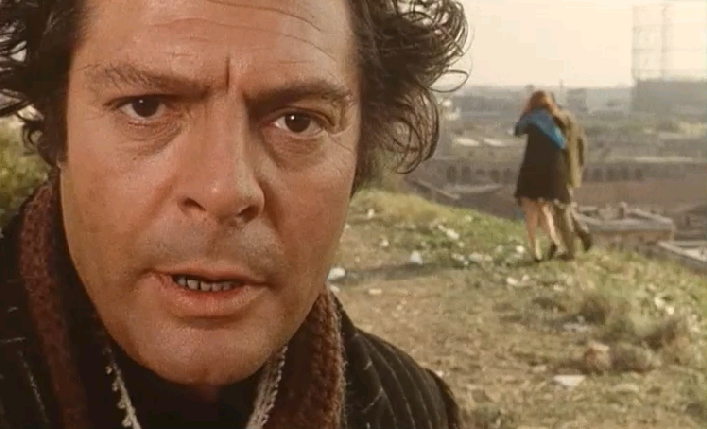
Marcello Mastroianni dans Drame de la jalousie (1970).

En 1988, il joue aux côtés de Massimo Troisi dans Splendor et Quelle heure est-il, tous deux réalisés par Ettore Scola. Pour ce dernier film, les deux protagonistes ont reçu ex æquo la coupe Volpi à la Mostra de Venise. En 1990, il a remporté le Lion d'or pour l'ensemble de sa carrière, qui lui a été remis par Federico Fellini au Palazzo del Cinema pendant la Mostra. Dans les années 1990, Marcello Mastroianni a principalement tourné à l'étranger, avec de grands cinéastes internationaux.
Sans rompre avec le cinéma italien, sa carrière s'oriente toujours davantage vers des productions d'autres pays. On le voit devant la caméra grecque de Theo Angelopoulos pour L'Apiculteur (1986), russo-italienne de Nikita Mikhalkov pour Les Yeux noirs (1987) (qui lui vaut un second Prix d'interprétation à Cannes, 17 ans après Drame de la jalousie), française de Bertrand Blier pour Un, deux, trois, soleil (1993) ou Agnès Varda pour Les Cent et Une Nuits de Simon Cinéma (1995), américaine de Robert Altman pour Prêt-à-porter (1994), franco-chilienne de Raoul Ruiz pour Trois Vies et une seule mort (1995), portugaise de Manoel de Oliveira pour Voyage au début du monde (1997).
En 1974, il apparaît dans l'émission Italiques pendant une reconstitution de la scène de la dolce vita devant la fontaine de Trevi, dans le documentaire Cinéma italien et littérature : le voyage de Fellini.

### Maladie et mort

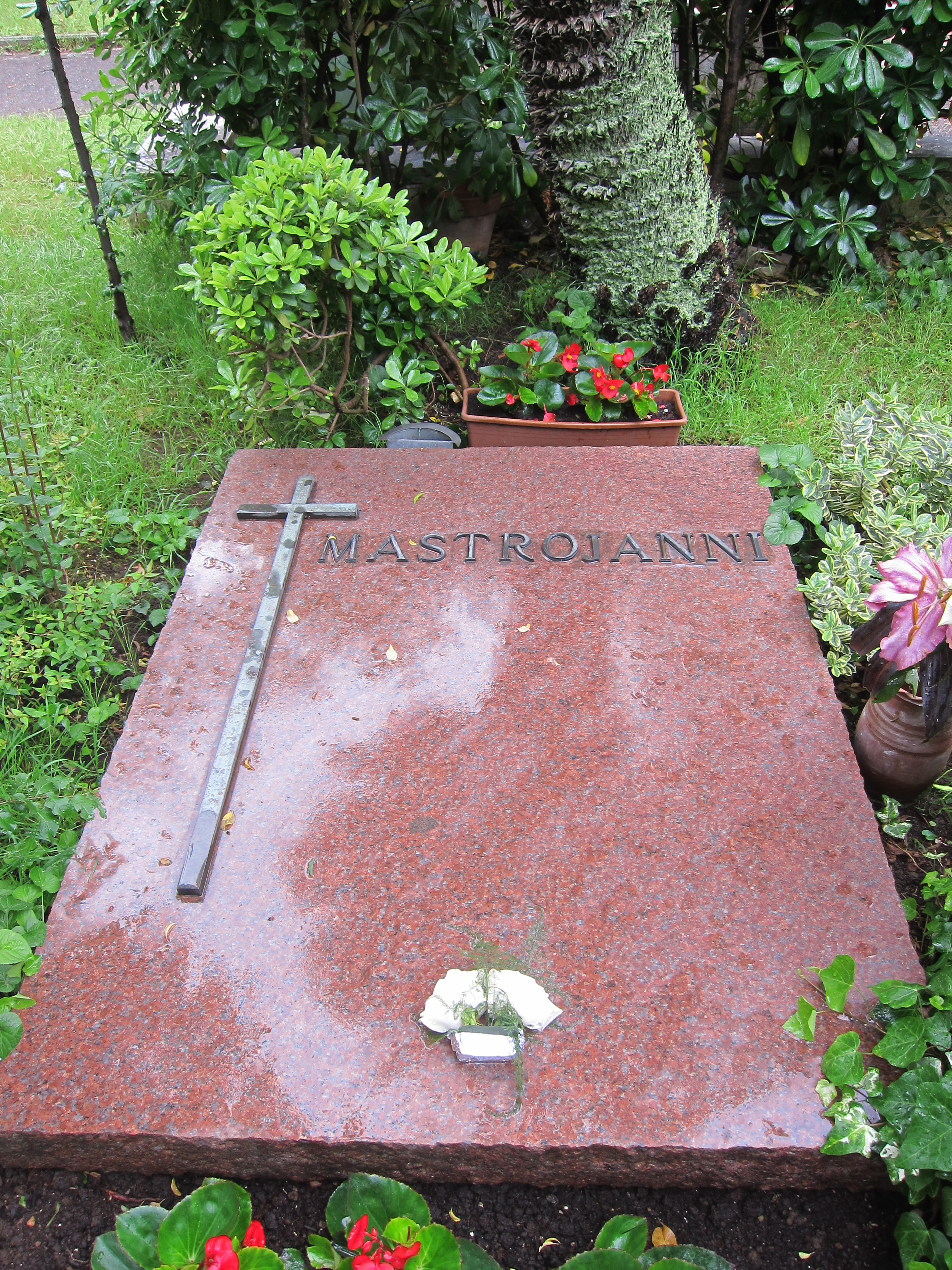
Tombe de Marcello Mastroianni au cimetière de Campo Verano à Rome.

Atteint d'un cancer du pancréas, il s'est longuement confessé peu avant sa mort pendant la production de son dernier film Voyage au début du monde, qui est considéré par beaucoup comme son testament spirituel. Ces entretiens étaient réalisés par Anna Maria Tatò, sa dernière compagne, qui en fera un film documentaire Marcello Mastroianni, je me souviens. À la Mostra de Venise 1997, Chiara Mastroianni, la fille de l'acteur, sa veuve Flora Carabella et son ex-conjointe Catherine Deneuve ont tenté d'empêcher la projection du documentaire. Le festival a refusé et le film a bien été projeté. Les trois femmes auraient tenté de faire la même chose au Festival de Cannes. Tatò a déclaré que Mastroianni lui avait légué tous les droits sur son image.
Ses dernières apparitions ont été dans les théâtres italiens pour la pièce Le ultime lune. En raison des trois perfusions par jour, il jouait presque toujours assis et de nombreuses dates prévues ont été annulées en raison de la détérioration de sa santé. Après être tombé malade, c'est l'acteur lui-même qui a demandé à ne pas partir en tournée et la dernière représentation a eu lieu à Naples ; il rentre ensuite dans son appartement parisien au 91, rue de Seine. Il y meurt quelques mois plus tard le 19 décembre 1996, à l'âge de 72 ans, avec à son chevet Catherine Deneuve, sa fille Chiara Mastroianni, et l'acteur Michel Piccoli. À l'annonce de la mort de Marcello Mastroianni, les eaux de la fontaine de Trevi à Rome, cadre d'une scène majeure de La dolce vita, furent arrêtées en signe de deuil. Sa dépouille repose dans le cimetière communal monumental de Campo Verano de Rome.

## Vie privée

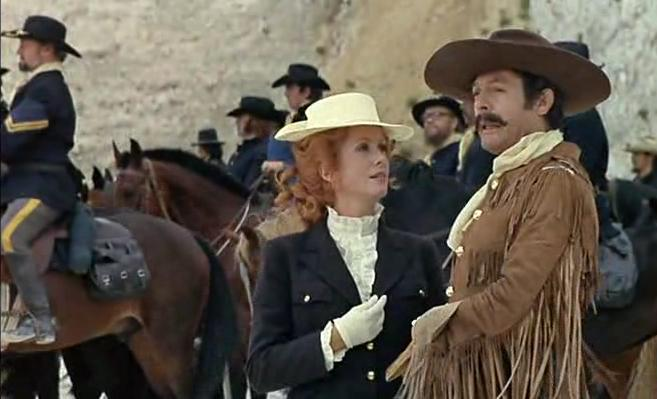
Catherine Deneuve et Mastroianni dans Touche pas à la femme blanche (1974).

Dans sa jeunesse, il a eu une brève relation avec Silvana Mangano. Alors qu'il joue dans la pièce Un tramway nommé Désir au Teatro Eliseo de Rome, il rencontre l'actrice Flora Carabella, qu'il épouse le 12 août 1950 et avec qui il aura une fille, Barbara (1951-2018),, costumière pour le cinéma et le théâtre. Ils se séparent en 1970, mais ne divorceront jamais ; des rumeurs circulent selon lesquelles la séparation serait due à ses nombreuses aventures extraconjugales, mais il n'existe aucun témoignage fiable à ce sujet ; peut-être l'a-t-on supposé sur la base de ce qu'il a déclaré dans une interview, à savoir qu'il ne s'arrête devant rien, une femme, une passion, un rêve, un idéal.
Mastroianni tourne Le Bel Antonio (1960) et Huit et demi (1963) avec Claudia Cardinale et il tombe amoureux d'elle sur le plateau. Pourtant, Cardinale rejette ses avances, le considérant comme l'un de ces acteurs qui ne peuvent s'empêcher de tomber amoureux de toutes les actrices qu'ils croisent. Des années plus tard, Mastroianni lui reprochera encore de ne pas avoir cru à l'authenticité de ses sentiments. Cardinale témoigne : « Il l’a même dit une fois dans une émission de télévision où j’étais invitée. A mon arrivée, il s’est précipité sur moi et m’a lancé : "J’étais tellement amoureux de toi". Je lui ai dit : "Arrête, Marcello ! On est en direct !". Je pensais à Catherine Deneuve, avec qui il était alors marié. Mais lui : "Je m’en fous ! J’étais amoureux fou !". C’était gentil mais pas malin. Deneuve a été furieuse et m’a longtemps boudée ».
Il est probable que sa relation avec l'actrice Faye Dunaway, qu'il a rencontrée sur le tournage du Temps des amants, ait commencé alors qu'il vivait encore avec sa femme Flora Carabella en 1968. Leur liaison a été intense, à tel point que Faye voulait l'épouser et avoir des enfants avec lui, mais il a hésité, indécis quant à l'opportunité de quitter sa femme ; finalement, Dunaway s'est fiancée à Harris Yulin et leur relation a pris fin.
En 1971, sur le tournage du film Liza de Marco Ferreri, il rencontre l'actrice Catherine Deneuve ; il entretient avec elle une liaison de 1971 à 1975, durant laquelle naîtra leur fille Chiara qui deviendra elle-aussi actrice et jouera aux côtés de son père dans Les Yeux noirs (1987) et Trois vies et une seule mort (1996). En 1976, il se lie avec la réalisatrice Anna Maria Tatò, avec qui il vivra jusqu'à sa mort.

## Théâtre
- 1949 : Un tramway nommé Désir de Tennessee Williams, mise en scène de Luchino Visconti avec Vittorio Gassman
- 1949 : Oreste de Vittorio Alfieri, mise en scène de Luchino Visconti avec Vittorio Gassman
- 1949 : Troïlus et Cressida de Shakespeare, mise en scène de Luchino Visconti avec Vittorio Gassman
- 1951 : Mort d'un commis voyageur d’Arthur Miller, mise en scène de Luchino Visconti
- 1952 : La Locandiera de Carlo Goldoni, mise en scène de Luchino Visconti, La Fenice Venise
- 1952 : Les Trois Sœurs d'Anton Tchekhov, mise en scène de Luchino Visconti
- 1955 : Oncle Vania d'Anton Tchekhov, mise en scène de Luchino Visconti
- 1984 : Tchin-Tchin de François Billetdoux, mise en scène Peter Brook et Maurice Bénichou, Théâtre Montparnasse

## Distinctions
| Récompense                                        | Catégorie                                              | Année | Film                        | Statut     |
| ------------------------------------------------- | ------------------------------------------------------ | ----- | --------------------------- | ---------- |
| Europe                                            |                                                        |       |                             |            |
| Festival de Cannes                                | Prix d'interprétation masculine                        | 1970  | Drame de la jalousie        | Lauréat    |
| Festival de Cannes                                | Prix d'interprétation masculine                        | 1987  | Les Yeux noirs              | Lauréat    |
| Mostra de Venise                                  | Meilleure interprétation masculine                     | 1989  | Quelle heure est-il         | Lauréat    |
| Mostra de Venise                                  | Lion d'or pour la carrière                             | 1990  |                             | Lauréat    |
| Mostra de Venise                                  | Meilleure interprétation masculine dans un second rôle | 1993  | Un, deux, trois, soleil     | Lauréat    |
| Festival international du film de Saint-Sébastien | Coquille d'argent du meilleur acteur                   | 1970  | Casanova 70                 | Lauréat    |
| Italie                                            |                                                        |       |                             |            |
| David di Donatello                                | Meilleur acteur                                        | 1964  | Hier, aujourd'hui et demain | Lauréat    |
| David di Donatello                                | Meilleur acteur                                        | 1965  | Mariage à l'italienne       | Lauréat    |
| David di Donatello                                | Meilleur acteur                                        | 1983  | La Nuit de Varennes         | Nomination |
| David di Donatello                                | David spécial                                          | 1983  | pour sa carrière            | Lauréat    |
| David di Donatello                                | Meilleur acteur                                        | 1986  | Ginger et Fred              | Lauréat    |
| David di Donatello                                | Meilleur acteur                                        | 1988  | Les Yeux noirs              | Lauréat    |
| David di Donatello                                | Meilleur acteur                                        | 1995  | Pereira prétend             | Lauréat    |
| David di Donatello                                | David spécial                                          | 1997  | en mémoire                  | Lauréat    |
| Ruban d'argent                                    | Meilleur acteur                                        | 1955  | Jours d'amour               | Lauréat    |
| Ruban d'argent                                    | Meilleur acteur                                        | 1957  | La Chance d'être femme      | Nomination |
| Ruban d'argent                                    | Meilleur acteur                                        | 1958  | Nuits blanches              | Lauréat    |
| Ruban d'argent                                    | Meilleur acteur dans un second rôle                    | 1959  | Femmes d'un été             | Nomination |
| Ruban d'argent                                    | Meilleur acteur                                        | 1961  | La dolce vita               | Lauréat    |
| Ruban d'argent                                    | Meilleur acteur                                        | 1961  | Le Bel Antonio              | Nomination |
| Ruban d'argent                                    | Meilleur acteur                                        | 1962  | Divorce à l'italienne       | Lauréat    |
| Ruban d'argent                                    | Meilleur acteur                                        | 1963  | Journal intime              | Nomination |
| Ruban d'argent                                    | Meilleur acteur                                        | 1964  | Huit et demi                | Nomination |
| Ruban d'argent                                    | Meilleur acteur                                        | 1965  | Mariage à l'italienne       | Nomination |
| Ruban d'argent                                    | Meilleur acteur                                        | 1966  | La Dixième Victime          | Nomination |
| Ruban d'argent                                    | Meilleur acteur                                        | 1971  | Drame de la jalousie        | Nomination |
| Ruban d'argent                                    | Meilleur acteur                                        | 1983  | La Nuit de Varennes         | Nomination |
| Ruban d'argent                                    | Meilleur acteur                                        | 1986  | Ginger et Fred              | Lauréat    |
| Ruban d'argent                                    | Meilleur acteur                                        | 1986  | Macaroni                    | Nomination |
| Ruban d'argent                                    | Meilleur acteur                                        | 1988  | Les Yeux noirs              | Lauréat    |
| Ruban d'argent                                    | Meilleur acteur                                        | 1990  | Quelle heure est-il         | Nomination |
| Ruban d'argent                                    | Meilleur acteur                                        | 1991  | Dans la soirée              | Lauréat    |
| Ruban d'argent                                    | Meilleur acteur                                        | 1996  | Pereira prétend             | Nomination |
| Espagne                                           |                                                        |       |                             |            |
| Prix Sant Jordi                                   | Meilleur acteur étranger                               | 1985  | La Nuit de Varennes         | Lauréat    |
| Prix Sant Jordi                                   | Meilleur acteur étranger                               | 1985  | L'Histoire de Piera         | Lauréat    |
| Prix Sant Jordi                                   | Meilleur acteur étranger                               | 1987  | Ginger et Fred              | Lauréat    |
| États-Unis                                        |                                                        |       |                             |            |
| Oscars                                            | Meilleur acteur                                        | 1963  | Divorce à l'italienne       | Nomination |
| Oscars                                            | Meilleur acteur                                        | 1978  | Une journée particulière    | Nomination |
| Oscars                                            | Meilleur acteur                                        | 1988  | Les Yeux noirs              | Nomination |
| Golden Globes                                     | Meilleur acteur - Film musical ou comédie              | 1963  | Divorce à l'italienne       | Lauréat    |
| Golden Globes                                     | Meilleur acteur - Film musical ou comédie              | 1965  | Mariage à l'italienne       | Nomination |
| Golden Globes                                     | Meilleur acteur - Film dramatique                      | 1978  | Une journée particulière    | Nomination |
| Golden Globes                                     | Meilleur acteur - Film musical ou comédie              | 1993  | 4 New-yorkaises             | Nomination |
| Royaume-Uni                                       |                                                        |       |                             |            |
| BAFTA                                             | Meilleur acteur étranger                               | 1964  | Divorce à l'italienne       | Lauréat    |
| BAFTA                                             | Meilleur acteur étranger                               | 1965  | Hier, aujourd'hui et demain | Lauréat    |

## Postérité

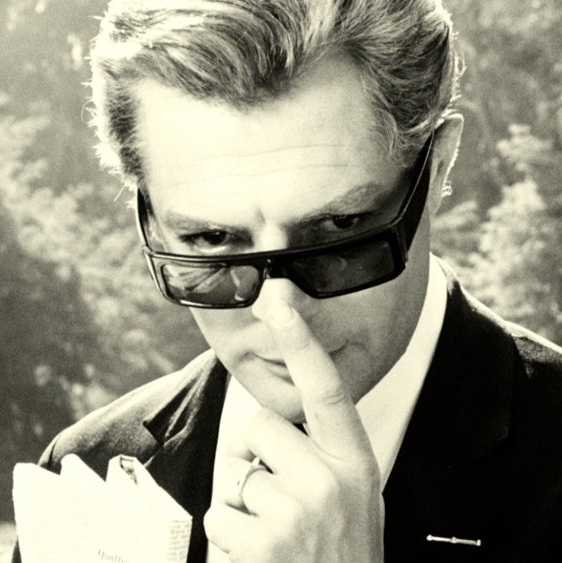
Image de Marcello Mastroianni dans Huit et demi (1963), reprise pour illustrer l’affiche du festival de Cannes 2014.

- En 1967, les Beatles voulurent le représenter sur la pochette de l'album Sgt. Pepper's Lonely Hearts Club Band, mais son portrait fut caché par des statues de cire.
- Depuis 1998, à la Biennale de Venise (Mostra de Venise), un Prix Marcello-Mastroianni est décerné à un jeune acteur ou actrice (giovane attore o attrice emergente).
- Son image figure sur l'affiche du festival de Cannes 2014, en son honneur[43].
- En 2024, le réalisateur Christophe Honoré rend hommage à l'acteur avec son film Marcello mio. Chiara Mastroianni, fille de Marcello Mastroianni, y incarne le rôle de son père, tandis que Catherine Deneuve, compagne de longue date de l'acteur, y interprète son propre rôle[44].